# IC 607
IC 607 = Arp 43 ist eine verschmelzende Balken-Spiralgalaxie vom Hubble-Typ SBbc im Sternbild Löwe auf der Ekliptik. Sie ist rund 245 Millionen Lichtjahre von der Milchstraße entfernt und hat einen Durchmesser von etwa 95.000 Lichtjahren.
Halton Arp gliederte seinen Katalog ungewöhnlicher Galaxien nach rein morphologischen Kriterien in Gruppen. Diese Galaxie gehört zu der Klasse Spiralgalaxien mit einem Begleiter niedriger Flächenhelligkeit auf einem Arm (Arp-Katalog). Im selben Himmelsareal befindet sich u. a. die Galaxie NGC 3239.
Die Supernova NAME AT 2016hht wurde hier beobachtet.
Das Objekt wurde am 29. März 1889 vom US-amerikanischen Astronomen Lewis Swift entdeckt.